# Solenangis aphylla
Solenangis aphylla là một loài thực vật có hoa trong họ Lan. Loài này được (Thouars) Summerh. miêu tả khoa học đầu tiên năm 1943.